# Аррия Старшая
А́ррия Ста́ршая (лат. Arria Maior; умерла в 42 году) — супруга консула-суффекта 37 года Авла Цецины Пета, участника заговора Скрибониана против императора Клавдия.

## Биография
Её история была записана в письме Плиния Младшего к Непоту (Письма, кн. 3, XVI), который получил информацию от внучки Аррии по имени Фанния.
Аррия была матроной, которая отличалась крайним стоицизмом и силой характера. Как записал Плиний, молодой сын Аррии умер, в то время, как муж её тяжело болел. Она организовала и спланировала похороны сына, не дав мужу узнать о его смерти. «На постоянные расспросы отца, как мальчик, отвечала: „хорошо спал, с удовольствием поел“. Когда долго сдерживаемые слезы прорывались, она выходила из комнаты и тогда уже отдавалась горю; наплакавшись вволю, возвращалась с сухими глазами и спокойным лицом, словно оставив за дверями свое сиротство», пишет Плиний
В 42 году, когда восстание Скрибониана против императора Клавдия было подавлено, Пет был арестован и доставлен в Рим на корабле. Аррия умоляла капитана взять её на борт, он отказался, и она последовала за мужем на рыбацком суденышке.
Её муж был приговорен к самоубийству, но, по легенде на это у него недоставало решимости. Тогда Аррия, не покидавшая своего мужа, схватила кинжал, вонзила его себе в грудь и затем передала супругу со словами: «Пет, это не больно» («Paete, non dolet»). Об этом же в своей эпиграмме пишет Марциал (XIII), её упоминает Дион Кассий (60.16.5).
Плинию известны эти крылатые слова из другого источника. По его сведениям, от внучки Фаннии, дело могло происходить иначе. «Жене Скрибониана, во всем сознавшейся у Клавдия, она сказала: „мне слушать тебя? на твоей груди убили Скрибониана, и ты жива?“ Ясно, что мысль о славной смерти пришла к ней не вдруг» (Скрибониан был убит, а жена его — выслана).
Потом, пишет Плиний: «Тразея, зять её, умолял её не искать смерти, сказал между прочим: „что же, если мне придется погибнуть, ты хочешь, чтобы и дочь твоя умерла со мной?“ — „если она проживет с тобой так долго и в таком согласии, как я с Петом, то да — хочу“, ответила она. Тревога близких возросла от такого ответа; следить за ней стали внимательнее. Она заметила это: „Бросьте! в ваших силах заставить меня умереть злой смертью; заставить не умереть — не в ваших“. Сказав это, она вскочила с кресла, изо всей силы с разбега хватилась головой о стенку и рухнула на пол. Её привели в чувство; она сказала: „я вам говорила, что найду любую трудную дорогу к смерти, если легкую вы для меня закрываете“».
Согласно жизнеописанию римского поэта и сатира Персия (который находился с Аррией в каком-то дальнем родстве), приписываемому то Светонию, то Валерию Пробу, его ранние произведения включали «претексту, книгу путевых записок и маленькое стихотворение о тёще Тразеи, которая покончила самоубийством, опередив своего мужа», где был описан этот случай. Однако позднее эти тексты были уничтожены матерью Персия по совету философа Аннея Корнута.

### Семья

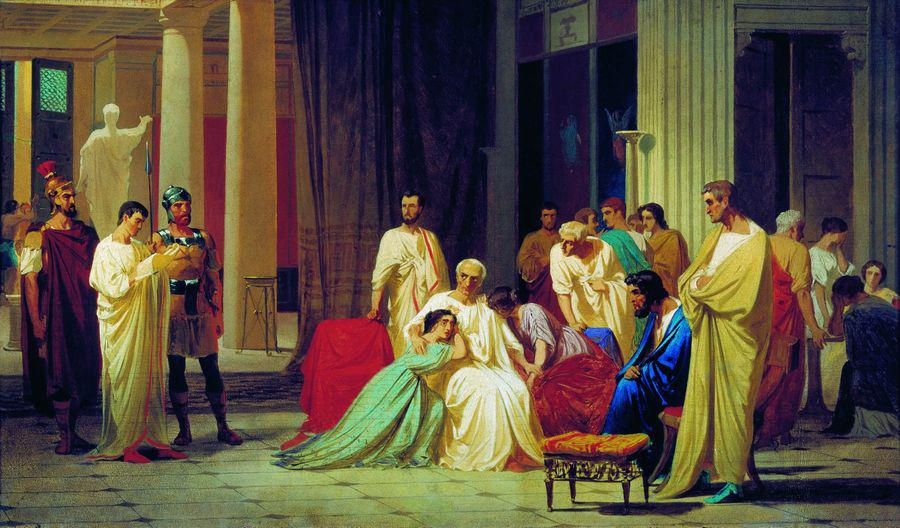
Федор Бронников. «Чтение смертного приговора Тразею Пету»

Её дочь, Аррия Младшая, вышла замуж за Тразею Пета; их дочерью была Фанния, которая впоследствии стала женой претора 70 года Гельвидия Приска.
Корнелий Тацит вспоминает её смерть в эпизоде, когда Тразея аналогичным образом, будучи сам приговорён к смерти, станет убеждать свою жену Аррию Младшую, которая хотела умереть вместе с ним, не следовать примеру своей матери ради их дочери (Анналы, XVI, 34).
Из текста писем Плиния известно, что старший сын Аррии скоропостижно умер. У неё был ещё и младший, Гай Леканий Басс Цецина Пет, усыновлённый ординарным консулом 64 года Гаем Леканием Бассом.

## В искусстве
Образ Аррии был популярен в искусстве. Картины, посвящённые Аррии Старшей, преимущественно изображают момент, когда она передавала своему мужу кинжал со, ставшими крылатыми, словами. Пергамская статуя «Галл Людовизи» одно время считался сценой самоубийства этих супругов.
Её образ появляется в музыке и литературе Нового времени. Монтень упоминает её в своих «Очерках» в главе «Три хороших женщины» (Книга II, глава 35).